# Ionactis caelestis
Ionactis caelestis là một loài thực vật có hoa trong họ Cúc. Loài này được P.J.Leary & G.L.Nesom mô tả khoa học đầu tiên năm 1992.